# 千葉県立安房特別支援学校
千葉県立安房特別支援学校（ちばけんりつ あわとくべつしえんがっこう）は、千葉県館山市中里にある公立特別支援学校。知的障害者を教育対象とする。

## 沿革
- 2007年（平成19年）4月1日 - 学校名を「千葉県立安房養護学校」から「千葉県立安房特別支援学校」に変更
- 2008年（平成20年）4月1日 - 鴨川市に鴨川分教室を開室。
- 2013年（平成25年）4月1日 - 千葉県立館山聾学校を、館山聾分校に吸収合併。

## 学部
- 小学部
- 中学部
- 高等部